# Danny Gabbidon
Daniel ("Danny") Leon Gabbidon (Cwmbran, 8 augustus 1979) is een Welsh voetballer die bij voorkeur als verdediger speelt. Hij staat als speler-trainer onder contract bij het Welshe Panteg AFC.

## Clubcarrière
Gabbidons carrière begon bij West Bromwich Albion. Hij maakte op 20 maart 1999 zijn debuut voor die club tegen Ipswich Town. In 2000 werd Gabbidon verhuurd aan Cardiff City. Na deze huurperiode trok Cardiff hem definitief aan. Hij speelde bijna 200 competitiewedstrijden voor de club uit de Welshe hoofdstad.
In 2005 maakte Gabbidon samen met land- en clubgenoot Sam Collins de overstap naar West Ham United. Na zijn eerste seizoen in 2006 werd hij verkozen tot Hammer of the Year. Hij speelde een kleine honderd wedstrijden voor de club voor hij in 2011 transfervrij de overstap maakte naar Queens Park Rangers. Op 17 augustus 2011 debuteerde in een thuiswedstrijd voor zijn nieuwe club tegen Bolton Wanderers. Hierbij scoorde hij een eigen doelpunt. Na zijn dienstverband bij QPR speelde hij enkele seizoenen voor Crystal Palace. In september 2014 tekende hij een contract als speler-trainer bij Cardiff City. Na het ontslag van Ole Gunnar Solskjaer fungeerde hij enige tijd als interim-trainer.

## Interlandcarrière
Gabbidon maakte op 27 maart 2002 zijn debuut voor Wales in de vriendschappelijke wedstrijd tegen Tsjechië (0-0) in Cardiff, net als Paul Evans van Brentford FC. Hij speelde in totaal 49 officiële interlands voor Wales.

## Erelijst
Cardiff City
- Football League Second Division, play-off winnaar: 2002/03
- PFA Team van het jaar (Football League Championship): 2004

 West Ham United
- FA Cup, Tweede plaats: 2005/06